# 18509 Bellini
18509 Bellini este un asteroid din centura principală de asteroizi.

## Descriere
18509 Bellini este un asteroid din centura principală de asteroizi. A fost descoperit pe 14 septembrie 1996 la Colleverde de Vincenzo Silvano Casulli. Asteroidul prezintă o orbită caracterizată de o semiaxă mare de 2,61 ua, o excentricitate de 0,14 și o înclinație de 12,3° în raport cu ecliptica.